# Stars de Salt Lake City
Pour les articles homonymes, voir Stampede.
Les Stars de Salt Lake City (Salt Lake City Stars en anglais) sont une équipe de la NBA Gatorade League, ligue américaine mineure de basket-ball créée et dirigée par la NBA. L'équipe est domiciliée à West Valley City dans l'Utah.

## Historique

### Le Stampede en CBA
Le Stampede d’Idaho arrive en CBA pour la saison 1997-1998, et dispute ses rencontres à l’Idaho Center de Nampa. Le premier match à domicile est disputé le 14 novembre 1997 face au Skyforce de Sioux Falls, devant 6531 spectateurs. Bob Dye est aux manettes, et l’équipe est emmenée par Lloyd Daniels (18,0 pts). Bien que terminant l’exercice avec le plus mauvais bilan ex æquo, ils se qualifient pour les playoffs, éliminés lors du premier tour au match décisif,.
En 1998-1999, le coach change (Russ Bergman), mais le bilan reste le même. Pourtant certains joueurs se détachent, comme Damon Jones qui tourne à 21,7 points de moyenne, ou bien Jerome Lane avec 14,5 rebonds. Mais l’instabilité est de mise, avec 10 call-ups, un record à l’époque. De nouveau l’avant-dernière place est au rendez-vous, et l’élimination au premier tour des playoffs.
1999-2000 marque le début de quatre années sans playoffs. Bergman quitte rapidement le navire pour les Clippers de Los Angeles en NBA. Rory White le remplace alors mais échoue à faire mieux. Ils vont en playoffs mais sont sortis d’entrée.
2000-2001 est un exercice un peu particulier. Le Stampede arrive enfin à bien démarrer la saison, remportant même 17 des 24 premières rencontres. Enfin au sommet du classement ! Mais en cours de route, la CBA d’Isiah Thomas fait faillite, et suspend ses opérations. Saison tronquée…(5) Dommage pour eux, car le changement de salle pour le Bank of America Center de Boise avait l’air de leur avoir fait du bien 
Après une année sans jouer, la CBA reprend, fusionnant avec l’IBL et l’IBA. De retour au Idaho Center de Nampa (6), ils manquent les playoffs pour la première fois de leur histoire. Pourtant ils battent plusieurs records durant l’année : Chris Garner réalise 103 interceptions sur la saison, tandis que le 22 janvier Brian Green inscrit 46 points avec 18 paniers contre Rockford, records qui vont tenir un moment. Ils parviennent tout juste à égaler le pire bilan de la ligue, mais en remportant 4 de leurs 5 derniers matchs, dont l’ultime contre le futur champion les Sun Kings de Yakima.
A l’intersaison 2003 arrive coach Larry Krystkowiak, et avec lui le Stampede devient intraitable à domicile. Seulement 3 revers sont concédés en 24 rencontres. Avec dans ses rangs le MVP et meilleur arrivant de l’année Josh Davis (18,7 points), ils parviennent à avoir le meilleur bilan de la ligue, à égalité avec les Wizards du Dakota. Il est bien aidé de DeSean Hadley, qui remporte la récompense de meilleur défenseur, et de rookie de l’année David Bailey, qui délivre 7,5 passes par match tout en n’étant titulaire qu’à 8 reprises. l’équipe parvient jusqu’en finale CBA, remportée de trois petits points (132 à 129) par les Wizards du Dakota.
En fin de saison, Larry Krystkowiak part pour les Grizzlies de l’université du Montana, et est remplacé par un ancien joueur NBA, Joe Wolf. Il ne parvient pas à garder la franchise en haut de l’affiche, bien qu’ayant certains joueurs de qualité. Sam Clancy a ainsi pris le relais de Davis, et domine l’équipe dans 4 catégories statistiques (19,1 points, 10,8 rebonds, 2,2 contres et le nombre de minutes jouées). Il reçoit pour cela plusieurs récompenses, étant choisi meilleur joueur de l’année en CBA, meilleur défenseur, et membre de la première équipe. Paradoxalement, il ne reçoit aucun appel de la NBA, contrairement à deux de ses coéquipiers. Sa franchise pendant ce temps manque les playoffs.
Pour 2005-2006, Josh Davis est de retour, et l’équipe retourne jouer à Boise, à la CenturyLink Arena. Ricky Sanchez est le plus jeune joueur de l’histoire de la ligue, et participe à ce que l’équipe batte 9 de ses records historiques. Si la qualification en playoffs est au rendez-vous, ils ne passent pas le tour préliminaire.

### Puis en D-League
Le 16 avril 2006, l’annonce officielle tombe : la franchise rejoint l’antichambre de la NBA, la D-League.
Avec Bryan Gates aux manettes, le changement de ligue fait du bien à la franchise. Si les débuts sont difficiles (1 succès en 6 matchs), la suite est bien meilleure. À partir du milieu de saison, ils enchaînent 11 rencontres sans défaite, et 12 victoires de suite en déplacement (record de la ligue à ce moment-là). Gates est nommé entraîneur de l’année, et Randy Livingston meilleur joueur (12,3 points et 10,6 passes). Ils remportent la division Western, et possèdent le meilleur bilan de D-League à égalité avec les Wizards du Dakota. Ils se qualifient à nouveau pour les playoffs, et ne tombent qu’en prolongation lors des demi-finales, contre Colorado,.
En 2007-2008, Bryan Gates continue à mener les troupes. Capitaine Randy Livingston est toujours là et dispute la dernière saison de sa carrière. Elle se termine d’ailleurs en apothéose. Le Stampede établit le meilleur bilan de la ligue avec le meilleur pourcentage de victoires de son histoire. Ils réalisent de belles prestations, comme le 3 février lorsqu’ils maintiennent les D-Fenders de Los Angeles à 71 points, plus petit nombre de points autorisés dans l’histoire de l’équipe. En playoffs, ils parviennent en finale face aux Toros d'Austin. A domicile pour le match décisif, ils compensent leur manque d’adresse par une grosse domination au rebond, 56 à 40. Mike Taylor, qui n’avait démarré que 6 rencontres sur la saison, prend feu et inscrit 27 points en 28 minutes (7/10 derrière l’arc). Ceci permet au Stampede de remporter le titre, le seul de leur histoire,.
2008-2009 marque la dernière année de Gates sur le banc à Idaho. Livingston n’est plus là, mais son maillot est retiré le 10 avril 2009. C’est mérité car le joueur a marqué l’histoire de la franchise, en étant son leader de tous temps pour les matchs disputés, les points, les paniers, lancer francs, passes décisives, interceptions, et call-ups NBA.Le maire de Boise décrète même cette journée le « Randy Livingston Day ».
L’équipe s’appuie plus sur le collectif, avec pas moins de 11 joueurs qui dépassent les 10 points de moyenne. Gates devient le premier coach du Stampede à atteindre les 100 victoires, et Idaho retourne en playoffs défendre son titre. Les Toros se dressent sur leur route dès le premier tour, et l’élimination est au bout après prolongation, 119 à 116,.
Boise ne le sait pas encore mais la ville ne reverra jamais les playoffs lors des sept années que l’équipe va rester en ville.
Pourtant en 2009-2010 ils ont pas mal de joueurs possédant une expérience NBA, comme Anthony Tolliver, Donell Taylor, Patty Mills, Sundiata Gaines ou encore Roberto Bergeson. De plus, Coby Karl est de retour, ainsi que Lance Allred qui avait tourné en double-double lors des deux exercices précédents. De quoi avoir une attaque de feu, pour une équipe qui bat cette année là ses records de paniers primés sur un match, le plus grand nombre de paniers à trois points sur la saison, et la meilleure moyenne au rebond. Le 31 mars 2010, ils battent aussi leur record du nombre de points sur un match, lors d’une victoire contre les Vipers de Rio Grande Valley 165 à 153. Cela ne suffit pas à les faire briller au classement,.
Le 2 juin 2010, Randy Livingston est de retour en Idaho. Mais cette fois, c’est comme entraîneur qu’il revient. Les débuts sont catastrophiques. La franchise perd ses sept premiers matchs, et ne remporte que deux des quinze premiers mais quelques mouvements de joueurs permettent de la remettre sur de bons rails. La plus notable est celle d’Antoine Walker, de retour au jeu après un an et demi d’absence. Ils parviennent à pratiquement équilibrer le bilan de l’équipe, qui termine à la dernière place ex æquo pour la qualification en playoffs.Ils se retrouvent du mauvais côté de l’égalité, et se retrouvent prématurément en vacances[évasif],
Pour 2011-2012, les vétérans NBA sont toujours là. Mikki Moore a 557 matchs NBA au compteur, Antoine Walker 893, et Marcus Banks 348. Cela ne suffit pas à porter l’équipe qui termine dans le fond du classement, malgré trois succès de rang pour clore l’exercice. Après avoir marqué 6 points en 20 minutes en sortant du banc lors de la dernière victoire (97 à 96) face à Bakersfield, Walker annonce qu’il abandonne son rêve de retourner en NBA, et prend sa retraite sportive,.
À l’été 2012, Livingston laisse sa place à Mike Peck. Dans le même temps, la franchise devient la seule affiliée aux Trail Blazers de Portland. Les Trail Blazers prennent le contrôle de l’aspect sportif, et des joueurs comme Will Barton sont assignés en cours de saison. Si le public voit passer des joueurs NBA comme Justin Holiday, les résultats ne suivent toujours pas et Idaho squatte le fond du classement.
Pour 2013-2014, la sensation s’appelle Pierre Jackson. Avec 7 rencontres à plus de 40 points, il détonne, tournant à une moyenne de 29,1 unités sur la saison. Le 4 février, il bat même le record de la ligue avec 58 points contre les Legends du Texas. Il se marie parfaitement avec Dee Bost, pour en faire un backcourt redouté. En parallèle, Idaho commence l’exercice sur huit succès de rang, et Dallas Lauderdale bat le record de l’histoire du Stampede avec 119 contres, soit 3,1 par match. De quoi performer au classement ? Même pas, le bilan final n’est même pas équilibré, et la franchise rate encore les playoffs.
Le 10 juin 2014, le Stampede change d’affiliation unique pour s’associer au Jazz de l'Utah. Mais le principe reste le même. Les propriétaires sont inchangés, le Jazz ne s’occupe que de l’aspect sportif. Utah place Dean Cooper aux commandes, pour les trois saisons les plus catastrophiques de l’équipe. Jackson et Bost ne sont plus là, mais Kevin Murphy et Jared Cunningham les remplacent dans un autre style. L’instabilité du roster ne leur permet pas de briller au classement, et l’équipe ne remporte que 18 % de ses rencontres, record (dans le mauvais sens) de la franchise,.
La dernière saison dans l’Idaho est sans saveur. Si le frontcourt n’est pas mauvais avec Jeff Ayres, J. J. O'Brien ou encore Tibor Pleiss, ils manquent de puissance offensive. L’équipe n’inscrit que 102,2 points par matchs, 17e attaque de la ligue. Si le bilan comptable de l’équipe s’améliore, ce n’est pas encore suffisant pour atteindre les playoffs.

### Les Stars dans l’Utah
Un an après avoir racheté Idaho, le 4 avril 2016, le Jazz officialise son désir d’avoir une équipe affiliée dans laquelle ils vont pouvoir gérer tous les aspects. La franchise annonce déménager le Stampede pour l’Utah. Par la même occasion, la formation change de nom pour les Stars de Salt Lake City, en l’honneur de la célèbre franchise d’ABA qui officia en ville entre 1970 et 1976. Elle doit disputer ses rencontres au Salt Lake Community College. Sur le terrain, les médias pensent que l’équipe s’est renforcée, notamment avec Tyrone Wallace, Marcus Paige, et Jermaine Taylor. Malheureusement la fin du classement est encore au rendez-vous, la triste série se poursuit,.

### 2018 - 2019
Il faut attendre 2018-2019 pour voir les Stars connaître la joie des playoffs. Willie Reed (20,0 points et 11,2 rebonds), Naz Mitrou-Long (18,7pts) et Tyler Cavanaugh (17,8 pts et 7,8 rbds) tirent l’équipe vers le haut, qui termine enfin une saison avec un bilan positif. Le passage en playoffs ne dure qu’un seul match (défaite 118 à 113 contre le Blue d'Oklahoma City), mais il met fin à 9 années consécutives de vacances prématurées.

### 2019 - 2020
Lors de la saison 2019-2020, après deux défaites inaugurales, la machine se remet bien en route avec 11 succès de rang. Personne ne se détache véritablement en attaque, et c’est plutôt de l’autre terrain qu’il faut voir l’origine de ces succès. Ils n’autorisent par exemple leurs adversaires qu’à 42,1 % de réussite aux tirs. A huit rencontres de la fin de la saison ils pointent même en tête de leur conférence avec 30 victoires pour 12 revers. Cependant, l’épidémie de Covid-19 oblige la ligue à suspendre le championnat le 12 mars 2020,.

### 2020 - 2021
Le 14 juillet 2020, les Stars annoncent que leur entraîneur s'en va, après 3 années à Salt Lake City, et un bilan passé de 32 % à 71,4 % de victoires. À 38 ans, Martin Schiller devient le nouvel entraîneur du Žalgiris Kaunas, en Lituanie. Le remplaçant est nommé le 13 août. La piste interne est privilégiée, car c'est son ancien assistant, Nathan Peavy, qui est finalement sélectionné. Il avait auparavant été le bras droit de Schiller durant trois années.
À 35 ans, c'est un nouvel échelon gravi, après avoir notamment joué durant huit années en Allemagne et Porto Rico.

### Logos

Logo du Stampede de l'Idaho
De 1997 à 2012
De 2012 à 2014
De 2014 à 2016

Logo des Stars de Salt Lake City
De 2016 à 2025
Depuis 2025

## Résultats sportifs

### Palmarès
| Palmarès du Stampede de l'Idaho                                                   |
| - CBA / D-League - 18 participations - finaliste : 1 (2004) - champion : 1 (2008) |
| Palmarès des Stars de Salt Lake City                                              |
| - NBA Gatorade League - 3 participations - Néant                                  |

### Saison par saison
| Stampede de l'Idaho (CBA)      |                           |                           |     |     |      |                                            |  |
| 1997–1998                      | Nationale                 | 4e                        | 25  | 31  | .446 | 1er tour                                   |  |
| 1998–1999                      | Nationale                 | 4e                        | 25  | 31  | .446 | 1er tour                                   |  |
| 1999–2000                      | Nationale                 | 5e                        | 19  | 37  | .39  | 1er tour                                   |  |
| 2000–2001                      | Nationale                 | 1er                       | 17  | 7   | .708 |                                            |  |
| 2001–2002                      | -                         | -                         | -   | -   | -    |                                            |  |
| 2002–2003                      | Nationale                 | 3e                        | 17  | 31  | .354 |                                            |  |
| 2003–2004                      | -                         | 2e                        | 34  | 14  | .708 | Finale                                     |  |
| 2004–2005                      | Ouest                     | 3e                        | 23  | 25  | .479 |                                            |  |
| 2005–2006                      | Ouest                     | 3e                        | 25  | 23  | .521 | Tournoi préliminaire                       |  |
| Stampede de l'Idaho (D-League) |                           |                           |     |     |      |                                            |  |
| 2006–2007                      | Ouest                     | 1er                       | 33  | 17  | .660 | Demi-finale                                |  |
| 2007–2008                      | Ouest                     | 1er                       | 36  | 14  | .720 | Champion                                   |  |
| 2008–2009                      | Ouest                     | 2e                        | 31  | 19  | .620 | 1er tour                                   |  |
| 2009–2010                      | Ouest                     | 6e                        | 25  | 25  | .500 |                                            |  |
| 2010–2011                      | Ouest                     | 7e                        | 24  | 26  | .480 |                                            |  |
| 2011–2012                      | Ouest                     | 8e                        | 21  | 29  | .420 |                                            |  |
| 2012–2013                      | Ouest                     | 4e                        | 19  | 31  | .380 |                                            |  |
| 2013–2014                      | Ouest                     | 4e                        | 24  | 26  | .480 |                                            |  |
| 2014–2015                      | Ouest                     | 5e                        | 9   | 41  | .180 |                                            |  |
| 2015–2016                      | Ouest / Pacifique         | 4e                        | 20  | 30  | .400 |                                            |  |
| Stars de Salt Lake City        |                           |                           |     |     |      |                                            |  |
| 2016–2017                      | Ouest                     | 5e                        | 14  | 36  | .280 |                                            |  |
| 2017–2018                      | Sud-Ouest                 | 4e                        | 16  | 34  | .320 |                                            |  |
| 2018–2019                      | Sud-Ouest                 | 2e                        | 27  | 23  | .540 | 1er tour                                   |  |
| 2019–2020                      | Sud-Ouest                 | 1er                       | 30  | 12  | .714 | Saison annulée par la pandémie de Covid-19 |  |
| 2020–2021                      | —                         | 17e                       | 4   | 11  | .267 |                                            |  |
| 2021–2022                      | Ouest                     | 13e                       | 9   | 23  | .281 |                                            |  |
| 2022–2023                      | Ouest                     | 4e                        | 20  | 12  | .625 | Quarts de finale                           |  |
| 2023–2024                      | Ouest                     | 5e                        | 20  | 14  | .588 | Quarts de finale                           |  |
| Bilan en saison régulière      | Bilan en saison régulière | Bilan en saison régulière | 581 | 622 | .483 |                                            |  |
| Bilan en Playoffs              | Bilan en Playoffs         | Bilan en Playoffs         | 10  | 14  | .417 |                                            |  |

## Personnalités et joueurs du club

### Entraîneurs successifs
Le tableau suivant présente la liste des entraîneurs du club depuis 1997.
| #                              | Entraîneur           | Période   | Saison régulière | Saison régulière | Saison régulière | Saison régulière | Playoffs | Playoffs | Playoffs | Playoffs | Récompenses |
| #                              | Entraîneur           | Période   | M                | V                | D                | %                | M        | V        | D        | %        | Récompenses |
| ------------------------------ | -------------------- | --------- | ---------------- | ---------------- | ---------------- | ---------------- | -------- | -------- | -------- | -------- | ----------- |
| Stampede de l'Idaho (CBA)      |                      |           |                  |                  |                  |                  |          |          |          |          |             |
| 1                              | Bobby Dye (en)       | 1997–1998 | 56               | 25               | 31               | .446             | 5        | 2        | 3        | .400     |             |
| 2                              | Russ Bergman (en)    | 1998–1999 | 82               | 34               | 48               | .414             | 5        | 2        | 3        | .400     |             |
| 3                              | Rory White (en)      | 1999–2003 | 102              | 44               | 58               | .431             | 1        | 0        | 1        | .000     |             |
| 4                              | Larry Krystkowiak    | 2003–2004 | 48               | 34               | 14               | .708             | 5        | 3        | 2        | .600     |             |
| 5                              | Joe Wolf             | 2004–2006 | 96               | 48               | 48               | .500             | 3        | 1        | 2        | .333     |             |
| Stampede de l'Idaho (D-League) |                      |           |                  |                  |                  |                  |          |          |          |          |             |
| 6                              | Bryan Gates (en)     | 2006–2009 | 150              | 100              | 50               | .667             | 6        | 3        | 3        | .500     |             |
| 7                              | Bob MacKinnon        | 2009–2010 | 50               | 25               | 25               | .500             | -        | -        | -        | -        |             |
| 8                              | Randy Livingston     | 2010–2012 | 100              | 45               | 55               | .450             | -        | -        | -        | -        |             |
| 9                              | Mike Peck (en)       | 2012–2014 | 100              | 43               | 57               | .430             | -        | -        | -        | -        |             |
| 10                             | Dean Cooper (en)     | 2014–2016 | 100              | 29               | 71               | .290             | -        | -        | -        | -        |             |
| Stars de Salt Lake City        |                      |           |                  |                  |                  |                  |          |          |          |          |             |
| 11                             | Dean Cooper (en)     | 2016–2017 | 50               | 14               | 36               | .280             | -        | -        | -        | -        |             |
| 12                             | Martin Schiller (en) | 2017–     | 100              | 43               | 57               | .430             | -        | -        | -        | -        |             |

### Joueurs célèbres ou marquants
- Spud Webb
- Mickaël Gelabale
- Patrick Mills
- Antoine Walker